# Bistum Dindigul
Das Bistum Dindigul (lat.: Dioecesis Dindigulensis) ist eine in Indien gelegene römisch-katholische Diözese mit Sitz in Dindigul.

## Geschichte
Das Bistum Dindigul wurde am 10. Dezember 2003 durch Papst Johannes Paul II. mit der Apostolischen Konstitution Petitum est nuper aus Gebietsabtretungen des Erzbistums Madurai und des Bistums Tiruchirappalli errichtet und dem Erzbistum Madurai als Suffraganbistum unterstellt. Erster Bischof wurde Antony Pappusamy.

## Territorium
Das Bistum Dindigul umfasst die im Distrikt Dindigul gelegenen Taluks Dindigul, Natham, Oddanchatram, Palani und Vedasandur im Bundesstaat Tamil Nadu.

## Bischöfe
- Antony Pappusamy (2003–2014), dann Erzbischof von Madurai
- Thomas Paulsamy (seit 2016)